# Tổ chức các quốc gia châu Phi, Caribe và Thái Bình Dương
Tổ chức các quốc gia châu Phi, Caribe và Thái Bình Dương là một hiệp hội gồm các quốc gia ở châu Phi, vùng Caribe và Thái Bình Dương được thành lập theo Hiệp định Georgetown vào năm 1975. Từng được gọi là Các nước ACP, mục tiêu của tổ chức là phát triển bền vững, xóa đói giảm nghèo tại các quốc gia thành viên và thúc đẩy hội nhập quốc tế. Tất cả các quốc gia thành viên, ngoại trừ Cuba, đều đã ký Hiệp định Cotonou với Liên minh châu Âu.
Công ước Lomé ra đời tại Lomé, Togo, vào năm 1975. Công ước được ký kết dựa trên ý muốn của châu Âu muốn có một sự tự đảm bảo đối với nguồn cung cấp nguyên liệu thô từ các nước khác, và nhằm duy trì một vị thế có lợi tại các thị trường nước ngoài. Nó cũng xuất phát một phần từ ý thức trách nhiệm của châu Âu đối với các thuộc địa cũ của nó.
Công ước Lomé là một chương trình hợp tác đầy hoài bão giữa 15 nước của Liên minh châu Âu và 71 nước ở Châu Phi, Caribbean, và khu vực Thái bình dương. Nó dựa chủ yếu trên một hệ thống thuế quan ưu đãi giúp các nước này tiếp cận được với thị trường Châu Âu và các quỹ đặc biệt nhằm bình ổn giá các mặt hàng nông sản và khai khoáng.
Công ước Lomé được thay thế bằng Hiệp định Cotonou, được ký tại Bénin vào tháng 6 năm 2000. Một trong những điểm khác biệt cơ bản của Hiệp định này với Công ước Lomé là tư cách đối tác được mở rộng cho các tổ chức phi chính phủ, khu vực tư nhân, công đoàn, chính quyền địa phương,... Những đối tác mới này sẽ tham gia vào công việc tư vấn và hoạch định các chương trình phát triển quốc gia, được tiếp cận với các nguồn tài chính, cũng như được tham gia vào việc thực hiện các chương trình.
Nhiều quốc đảo có diện tích nhỏ tham gia Công ước Lomé. Tại sửa đổi Công ước Lomé lần thứ tư vào năm 1995 tại Mauritius, Công ước Lomé có sự chú trọng đặc biệt đến những quốc đảo như vậy: 
"Đối với những nước không có biển và những quốc đảo, hợp tác phải nhằm tới việc đưa ra và khuyến khích những hoạt động cụ thể giải quyết được vấn đề chậm phát triển bắt nguồn từ vị trí địa lý của những nước này."